# Biologia evolutiva

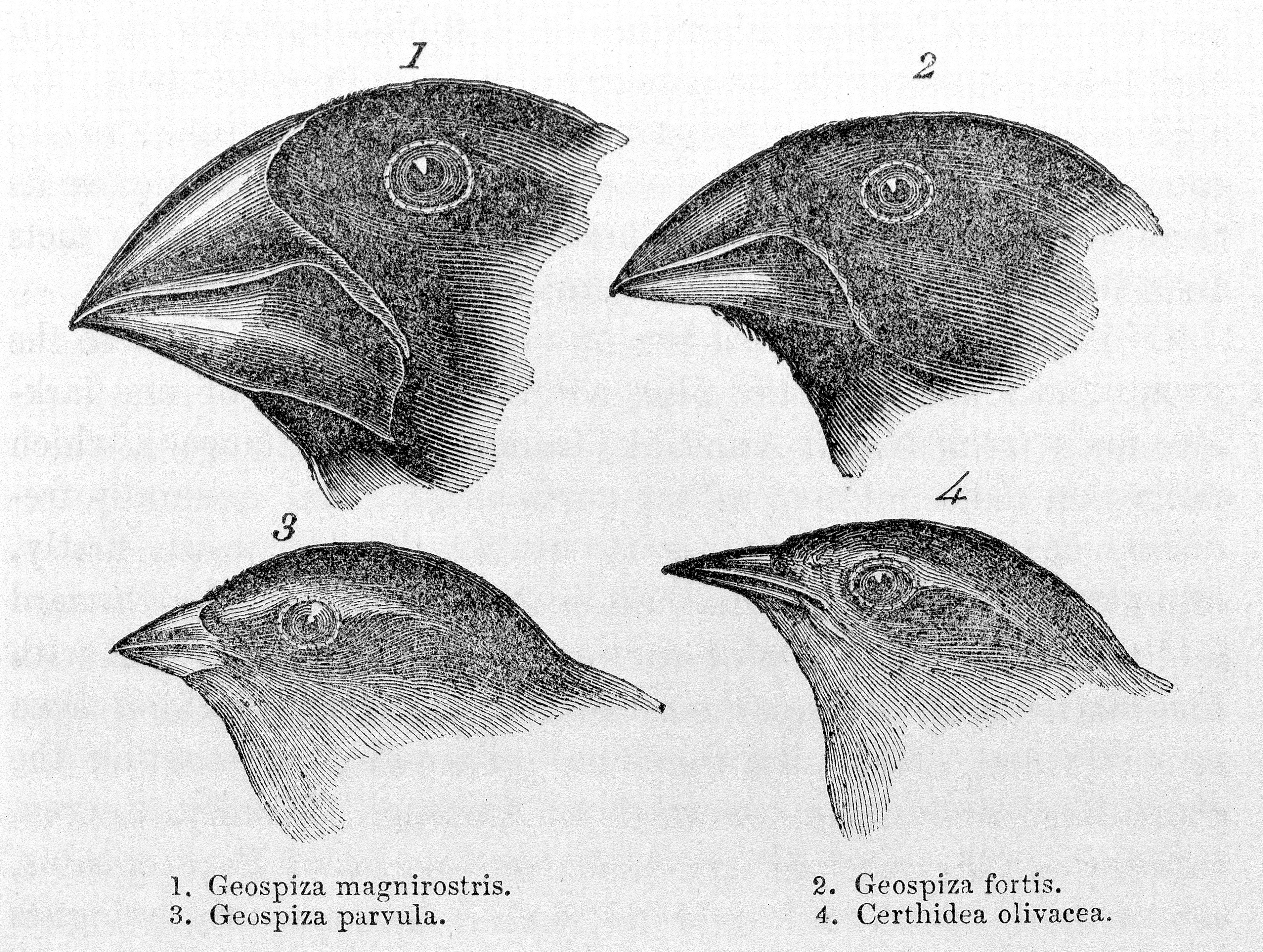
Detalhe dos bicos de tetilhões.

A biologia evolutiva é uma subdivisão da biologia que estuda a origem e a descendência das espécies, bem como suas mudanças ao longo do tempo, ou seja, sua evolução. O estudioso da biologia evolutiva é comumente conhecido como biólogo evolutivo ou evolucionista.
Esse campo da biologia pode ser referido como um meta campo, pois abrange cientistas de várias disciplinas tradicionais, taxonomicamente-orientadas. A biologia evolutiva geralmente abarca cientistas de áreas especializadas em determinadas categorias de organismos, como mastozoologia, ornitologia ou herpetologia, mas que utilizam esses organismos como sistemas para responder questões gerais da evolução. Geralmente, ela também inclui paleontólogos, que usam fósseis para responder questões relacionadas ao modo e ao tempo da evolução, bem como teóricos em áreas como genética de populações e teoria evolutiva. Na década de 1990 a biologia do desenvolvimento reuniu-se à biologia evolutiva, depois de ser inicialmente excluída, através do estudo da biologia evolutiva do desenvolvimento.

## Histórico
A Biologia Evolucionista, como disciplina acadêmica, surgiu como resultado da síntese evolutiva moderna nas décadas de 1930 e 1940. Entretanto, foi apenas nas décadas de 1970 e 1980, que um número significativo de universidades passou a ter departamentos que incluíam especificamente o termo Biologia Evolucionista em seus títulos. Nos EUA, como resultado do rápido crescimento da Biologia Molecular e da Biologia Celular, muitas universidades dividiram (ou agregaram) seus departamentos de Biologia em departamentos no estilo Biologia Celular e Molecular e Biologia Evolucionista e Ecologia (que geralmente incorporaram antigos departamentos de Paleontologia, Zoologia e afins).
A Microbiologia foi recentemente desenvolvida em uma disciplina evolutiva. Ela foi originalmente ignorada devido à escassez de traços morfológicos e à falta de um conceito de espécie na microbiologia. Agora, os pesquisadores evolucionistas estão explorando nossa extensa compreensão da fisiologia microbiana, a facilidade da genômica microbiana, e o curto tempo de cada geração de alguns micróbios a fim de responder questões evolutivas. Características similares têm ajudado no progresso do estudo da evolução viral, particularmente com bacteriófagos.

## Biólogos evolucionistas notáveis
Os contribuidores notáveis à Biologia Evolucionista incluem:
- James F. Crow
- Charles Darwin
- Erasmus Darwin
- Richard Dawkins
- Theodosius Dobzhansky
- Paul W. Ewald
- Ronald Fisher
- Douglas Futuyma
- Stephen Jay Gould
- J. B. S. Haldane
- W.D. "Bill" Hamilton
- Steve Jones
- Motoo Kimura
- Jean-Baptiste Lamarck
- Richard Lewontin
- Pierre Louis Maupertuis
- Lynn Margulis
- Ernst Mayr
- John Maynard Smith
- Tomoko Ohta
- Sewall Wright
- Alfred Russel Wallace
- Allan Wilson
- Edward Osborne Wilson

Popularizadores notáveis da evolução cujas pesquisas não estão primariamente ligadas à Biologia Evolucionista incluem:
- Daniel Dennett
- Steven Pinker
- Richard Dawkins

### Livros-texto
- Douglas J. Futuyma, Biologia Evolutiva, Sinauer Associates, 3a edição (1998) ISBN 0878931899
- Mark Ridley, Evolução, Blackwell, 3a edição (2003) ISBN 1405103450

### Monografias e outros trabalhos notáveis
(aqui estão listados somente o autor, a data de publicação e o título, leia o artigo na íntegra para ver detalhes da publicação)
- Charles Darwin (1859) A Origem das Espécies e (1871) A Origem do Homem e a Seleção Sexual
- Ronald Fisher (1930) A Teoria Genética da Seleção Natural
- John Maynard Smith e Eörs Szathmáry (1997) The Major Transitions in Evolution
- Publicações importantes em Biologia Evolutiva.